# Waard (herberg)
Een waard  (ook wel herbergier of kastelein) was in vroeger tijden de baas of de gastheer van een herberg of taveerne.
Het is een beroep dat tegenwoordig nog nauwelijks zo genoemd wordt. Wel leeft het woord nog voort in het Nederlandse spreekwoord: "Zoals de waard is, vertrouwt hij zijn gasten". Daarmee wordt bedoeld dat als een waard zijn gasten niet vertrouwt, dit niet zozeer betrekking heeft op eventuele oneerlijkheid van de gasten, maar dat het meer zegt over de instelling die de waard zelf heeft.